# Ancylotrypa
Ancylotrypa är ett släkte av spindlar. Ancylotrypa ingår i familjen Cyrtaucheniidae.

## Dottertaxa tillAncylotrypa, i alfabetisk ordning[1]
- Ancylotrypa angulata
- Ancylotrypa atra
- Ancylotrypa barbertoni
- Ancylotrypa bicornuta
- Ancylotrypa brevicornis
- Ancylotrypa brevipalpis
- Ancylotrypa brevipes
- Ancylotrypa breyeri
- Ancylotrypa bulcocki
- Ancylotrypa coloniae
- Ancylotrypa cornuta
- Ancylotrypa decorata
- Ancylotrypa dentata
- Ancylotrypa dreyeri
- Ancylotrypa elongata
- Ancylotrypa fasciata
- Ancylotrypa flaviceps
- Ancylotrypa flavidofusula
- Ancylotrypa fodiens
- Ancylotrypa fossor
- Ancylotrypa granulata
- Ancylotrypa kankundana
- Ancylotrypa kateka
- Ancylotrypa lateralis
- Ancylotrypa magnisigillata
- Ancylotrypa namaquensis
- Ancylotrypa nigriceps
- Ancylotrypa nuda
- Ancylotrypa nudipes
- Ancylotrypa oneili
- Ancylotrypa pallidipes
- Ancylotrypa parva
- Ancylotrypa pretoriae
- Ancylotrypa pusilla
- Ancylotrypa rufescens
- Ancylotrypa schultzei
- Ancylotrypa sororum
- Ancylotrypa spinosa
- Ancylotrypa tookei
- Ancylotrypa tuckeri
- Ancylotrypa vryheidensis
- Ancylotrypa zebra
- Ancylotrypa zeltneri
- Ancylotrypa zuluensis